# Simon Meisling
Simon Sørensen Meisling (6. oktober 1787 i København – 8. april 1856) var en dansk filolog. Hans barnebarn var Simon Bernsteen.
Meisling blev student i 1803 fra Borgerdydskolen i København. Herefter blev han klassisk filolog og oversætter af græsk og romersk digtning. Meisling huskes i dag mest, fordi han som latinskolerektor i Slagelse (1822-1826) og Helsingør (1826-1839) blandt sine elever havde H.C. Andersen. Meislings velmente, men i dette tilfælde ilde anbragte pædagogiske metoder, gjorde skoleårene (1822-1827) til den unge digterspires mørkeste tid. Han blev titulær professor i 1828.